# Santacrucense
El Santacrucense o SALMA Santacrucense (del  inglés South American land mammal ages) es una edad mamífero de América del Sur, división establecida para definir una escala geológica de tiempo para la fauna de mamíferos sudamericanos. Su límite inferior se sitúa en los 17,5 Ma, mientras que su límite superior se ubica en los 16,3  Ma. Corresponde al Mioceno inferior o temprano.
Las investigaciones bioestratigráficas del agregado de mamíferos fósiles de la Formación Santa Cruz  fueron empleadas para establecer la «edad mamífero Santacrucense». Su nombre hace referencia a la provincia de Santa Cruz, Patagonia argentina. Se han encontrado fósiles de esta edad en formaciones geológicas de Chile, como la Formación Chucal.
La «formación Cerro Boleadoras» aflora en la meseta del lago Buenos Aires, en el noroeste de Santa Cruz; está restringida temporalmente al lapso más temprano de la edad Friasense o al más tardío de la edad «Santacrucense». Posee como especies exclusivas a Stenotatus planus, y Protamandua rothi. Entre los roedores «santacrucenses» se encuentran, entre otros, los géneros Acaremys, Stichomys, Adelphomys, y Spaniomys.
Entre los géneros del orden Notoungulata de «edad mamífero Santacrucense» se encuentra: Homalodotherium (Homalodotheriidae).
Por largo tiempo se ha debatido la validez de la edad-mamífero Friasense, o si debe ser considerada total o parcialmente incluida en la «edad-mamífero Santacrucense». La separación entre ambas parece ser de tipo climático, a causa de la «fase diastrófica Quechua».
La fauna tipo de «edad-mamífero Friasense» fue considerada, durante mucho tiempo, del Mioceno medio (15-12 Ma). Sin embargo, una edad de 17 Ma, fue obtenida de una muestra cercana a la base de dicha unidad; a esto se suma el avance obtenido con respecto al conocimiento de los marsupiales fósiles de la formación. Por ambas razones, se ha propuesto una equivalencia de sus rocas y fauna con la «formación Santa Cruz» y con la «edad-mamífero Santacrucense», que corresponden al período entre 18 y 15 Ma, en el tramo superior del Mioceno temprano.
Otros estudios efectuados con materiales colectados en la provincia de Santa Cruz, concluyeron en encontrar una correlación entre ambas edades, pero que esta es sólo parcial.
Desde la ría del río Coig o Coyle (su piso) hasta la ría del río Gallegos (su techo) los sedimentos de la «formación Santa Cruz» (portadores de la «edad-mamífero Santacrucense») afloran  por completo, permitiendo su estudio detallado.
En dicho tramo costero, a la «formación Santa Cruz» se la ha dividido en dos miembros:
- El «miembro Estancia La Costa», con un espesor de 120 metros, y 18 niveles fosilíferos (NF).
- El «miembro Estancia Angelina», con un espesor de 103 metros, y 4 niveles fosilíferos.

En los sedimentos de esos 22 niveles fosilíferos fueron exhumados restos (mayormente de mamíferos) que se incluyen en 13 órdenes, 25 familias, 44 géneros, y 60 especies.

## Sucesión de las edades mamífero de América del Sur
| Predecesor: Colhuehuapense | Santacrucense Edades mamífero de América del Sur | Sucesor: Friasense |